# Hilma Pylkkänen
Hilma Pylkkänen (née le 10 octobre 1865 à Mikkeli - décédée le 13 avril 1947 à Helsinki) est une femme de lettres finlandaise écrivant en suédois et en français.

## Biographie
Elle a vécu une grande partie de sa vie à Paris et au cours de la vie voyagera beaucoup dans toute l'Europe.
Le premier livre de l'auteur était un roman intitulé Soif d'idéal et a été publié dans la revue française La Revue Blanche presque immédiatement, ce qui était rare pour le premier roman d'un écrivain inconnu. 
En mai 1912, il est réédité sous forme de livre sous le titre de Saimi Tervola .
Son livre suivant, Le Sénateur Sonerva a reçu beaucoup plus d'attention dans le monde entier que son premier roman, et il a été aussi traduit en allemand (Unter dem russischen Joch").
En 1947, elle publie le livre Livet har varit oäntligt rikt où elle parle de la vie en général et de ses nombreux voyages au cours des années de la période 1872-1914.
La suite, intitulée Livets rika skiften, traite principalement de la Première Guerre mondiale à Paris.

### Publications
- Soif d'idéal 1912 Saïmi Tervola. Bernard Grasset, Paris 1912
- Le Sénateur Sonerva : mœurs finlandaises. Bernard Grasset Paris 1913
- Livet har varit oändligt rikt. Söderström, Helsinki 1945
- Livets rika skiften. Söderström, Helsinki 1946